# 小川真理恵
小川 真理恵（おがわ まりえ、Marie Ogawa　1987年10月29日 - ）は、アーティスト・指導者・起業家。
東京都板橋区出身。日本女子大学附属豊明幼稚園、日本女子大学附属豊明小学校、日本女子大学附属中学校・高等学校、日本女子大学卒業。元フィギュアスケート国際大会チャンピオン。シンクロナイズドスケート日本代表・アメリカ代表。現株式会社MYL代表取締役社長。

## 来歴
小学校5年生時に、フィギュアスケートの日本代表に選出。ノービスB世界大会にて優勝。当時、安藤美姫に競り勝ち代表になった事で一躍注目を浴びる。
中学3年時に怪我により、ダブルアクセル等のジャンプが出来なくなり、トップフィギュアスケーターとしてオリンピック出場の道を断念。
高校より、ヒップホップを中心としたダンス活動に転換し、大学まで活動し、単身ニューヨークにダンス留学を果たす。
帰国し大学を卒業後、フィギュアスケートとダンスを兼ね合わせた団体競技シンクロナイズドスケートを始め、同年日本代表に選出し、世界選手権に出場。（2011年/2012年）
そこで日本と世界の壁を痛感。2013年、単身アメリカに。入国後、ボストンのシンクロナイズドスケートチーム「ヘディネッツ」に直接メールし練習生として参加。
後に実力を認められ、チーム正式メンバーに。「Haydenettes」（へディネッツ）として全米選手権2連覇。アメリカ代表に選出され、世界選手権に二度出場し、7位に入賞した。
帰国後は、神宮アイスメッセンジャースに再加入し、全日本選手権優勝、日本代表として世界選手権に出場後、29歳で現役を引退。
同年2016年に自らSynchronized Skating Teams ACEを立ち上げヘッドコーチ兼監督を務める。翌年2017年にはプリンスアイスワールドのオーディションに合格し、プロに転校。
2020年5月に自身で立ち上げ、4年間努めたチームACEのヘッドコーチ、監督を退任した後、株式会社MYLを立ち上げ「Move Your Luck～運を動かす事で、人生を豊かに～」する新規事業を行っている。

## 代表歴
1999年　　　　　  フィギュアスケート　ノービスB　日本代表
2012年～2013年　シンクロナイズドスケート　日本代表
2016年　　　　　  シンクロナイズドスケート　日本代表
2014年～2015年   シンクロナイズドスケート　アメリカ代表

## 国際大会（上位）
[主な試合成績]　
- 第2回全日本ノービス選手権　ノービスB 準優勝
- ノービスB日本代表国際試合(Mladost Trophy) 優勝
- シンクロナイズドスケーティング全日本選手権 優勝3回
- シンクロナイズドスケーティング全米選手権 優勝2回
- シンクロナイズドスケーティング世界選手権 5大会出場

## 主な戦績（上記含む）
*上記5項目含む
- [12位] 1997年 第1回全日本ノービス選手権　ノービスB
- [準優勝] 1998年 第2回全日本ノービス選手権　ノービスB
- [優勝] 1999年 Mladost Trophy in Croatia　ノービスB日本代表
- [12位] 1999年 第3回全日本ノービス選手権　ノービスA
- [7位] 2000年 第4回全日本ノービス選手権　ノービスA
- [6位] 2011年 Synchro in the City in Canada　JIMG所属
- [優勝] 2012年 シンクロナイズドスケーティング全日本選手権　JIMG所属
- [13位] 2012年 シンクロナイズドスケーティング世界選手権　日本代表
- [6位] 2013年 Spring Cup in Italy　JIMG所属
- [優勝] 2013年 シンクロナイズドスケーティング全日本選手権　JIMG所属
- [14位] 2013年 シンクロナイズドスケーティング世界選手権　日本代表
- [5位] 2014年 French Cup in France　Haydenettes所属
- [優勝] 2014年 シンクロナイズドスケーティング全米選手権
- [7位] 2014年 シンクロナイズドスケーティング世界選手権　Team USA1
- [6位] 2015年 French Cup in France　Haydenettes所属
- [3位] 2015年 Spring Cup in Italy　Haydenettes所属
- [優勝] 2015年 シンクロナイズドスケーティング全米選手権　Haydenettes所属
- [7位] 2015年 シンクロナイズドスケーティング世界選手権　Team USA1
- [6位] 2016年 Leon Lurje Trophy 2016 JIM所属
- [優勝] 2016年 シンクロナイズドスケーティング全日本選手権 JIM所属
- [14位] 2016年 シンクロナイズドスケーティング世界選手権　日本代表

*JIMG=神宮アイスメッセンジャースグレイス　JIM=神宮アイスメッセンジャース

## エキシビション/受賞歴
- 2010年 Ice Theater Of NY “Hot Chocolate” in Rockefeller Center
- 2011年 横浜赤レンガ スケートリンク点灯式 JIMG所属
- 2012年 Dream On Ice JIMG所属
- 2012年 平成23年度 最優秀選手賞受賞　JIMG所属
- 2013年 第68回国民体育大会冬季大会スケート開会式 JIMG所属
- 2013年 SONY au XperiaVL CM 出演 (ピンクの衣装)
- 2013年 NY Bryant Park Tree Lightning Celebration　Haydenettes所属
- 2013年 Evening with Champions in Harvard University　Haydenettes所属
- 2014年 Frozen Fenway in Boston Red Sox Fenway Park　Haydenettes所属
- 2014年 Evening with Champions in Harvard University　Haydenettes所属
- 2014年 NY Bryant Park Tree Lightning Celebration　Haydenettes所属
- 2015年 横浜赤レンガ　スケートリンク点灯式　JIM所属
- 2016年 netmarble セブンナイツ CM　出演

## 起業家
2020年、株式会社MYLを起業。Move your luck（運を動かす）というミッションの元、健康的な人生をサポートする事業で人の運を動かし、豊かな人生を送る事をビジョンに掲げる。
現在は、オンラインボディメイク事業を中心にショースケーターや、スケートコーチング等の活動を行っている。